# Heinrich Bieler
Heinrich Bieler (* 9. Oktober 1919 in Berchtesgaden; † 31. August 1992 ebenda) war ein deutscher Holzbildhauer.

## Leben
Heinrich Bieler, in Berchtesgaden geboren und aufgewachsen, besuchte die dortige Schnitzschule und anschließend die Akademie für angewandte Kunst in München. Bevor er diese Ausbildung abschließen konnte, musste er zum Arbeitsdienst, wurde als Soldat eingezogen und kam in russische Gefangenschaft. Nach Kriegsende kehrte er heim. 1947 heiratete Heinrich Bieler; er lebte mit seiner Frau Erika und den mit der Zeit fünf Kindern anfangs in Berchtesgaden, später in Plattling und dann in Grafenau. 1974 kam die Familie wieder nach Berchtesgaden zurück. Nach seinem Tod wurde er im Familiengrab auf dem Alten Friedhof in Berchtesgaden beigesetzt.

## Werk
Heinrich Bieler hatte noch in der russischen Kriegsgefangenschaft damit begonnen, seine Christusdarstellungen zu schnitzen. Anfangs auch aus Mangel an sonst geeignetem Holz nahm er Astgabelungen als Material. Er hatte vom Heiligen Franziskus gelesen, der Christus „im Baum“ gesehen hatte. Bieler versuchte also, Christus im Baum zu sehen und für andere sichtbar zu machen. Dafür nahm er verschiedenste Holzarten. Die Figur wurde aus einem Stück gefertigt, die Arme aus den abzweigenden Ästen geschnitzt. Die Haltung der Christusdarstellung war durch den Wuchs der Bäume oder Äste vorgegeben. Manchmal verwendete er einen weiteren Ast als Kreuzbalken. Hin und wieder sind noch Rindenreste vorhanden. In den ersten Jahren nahm er V-förmige Äste, später mehr kreuzförmige, fast waagrechte Gabelungen. Diese Astchristus-Darstellung wurde sein wichtigstes Anliegen.
Zeitweise schnitzte Bieler auch andere Figuren: Darstellungen der Heiligen Familie, des „Guten Hirten“, des Heiligen Christophorus und anderer Heiligen, das Christkind als Fatschenkindl oder manchmal mit ausgebreiteten Armen aus einer Baumgabelung und als Besonderheit auch Figuren wie eine „Muttergottes mit Kind“ aus V-förmigen Ästen. Ebenso finden sich Porträts, Holzschnitte und Reliefs unter seinen Werken.
Hin und wieder arbeitete Heinrich Bieler mit anderem Material: er formte mit Ton Porträts, Reliefs und Gefäße und er malte Landschaften, Porträts und Stillleben.
Aber er wandte sich immer wieder seinem Hauptthema zu: der Christusdarstellung aus einem Ast.

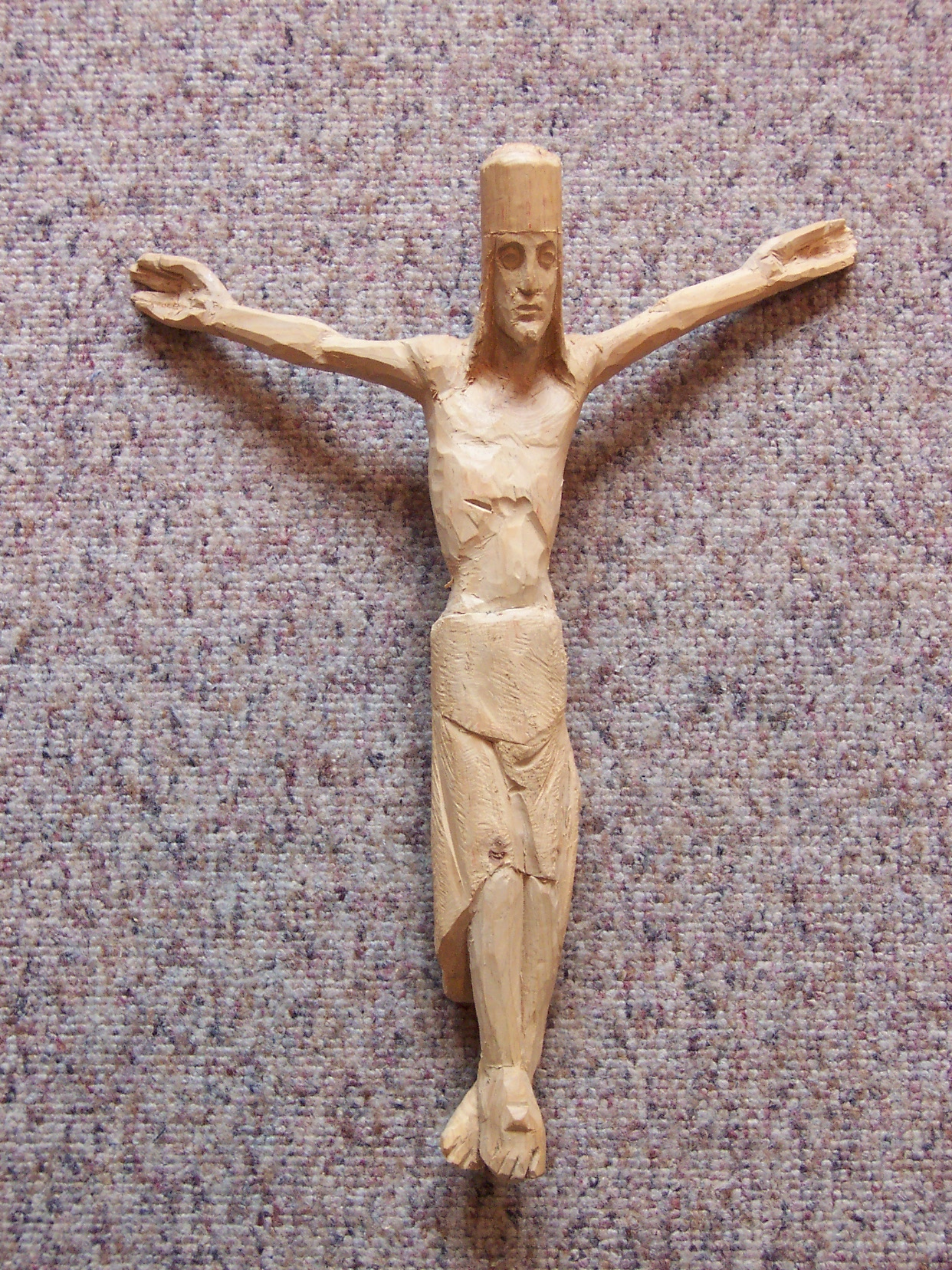
Christus aus einer Astgabel
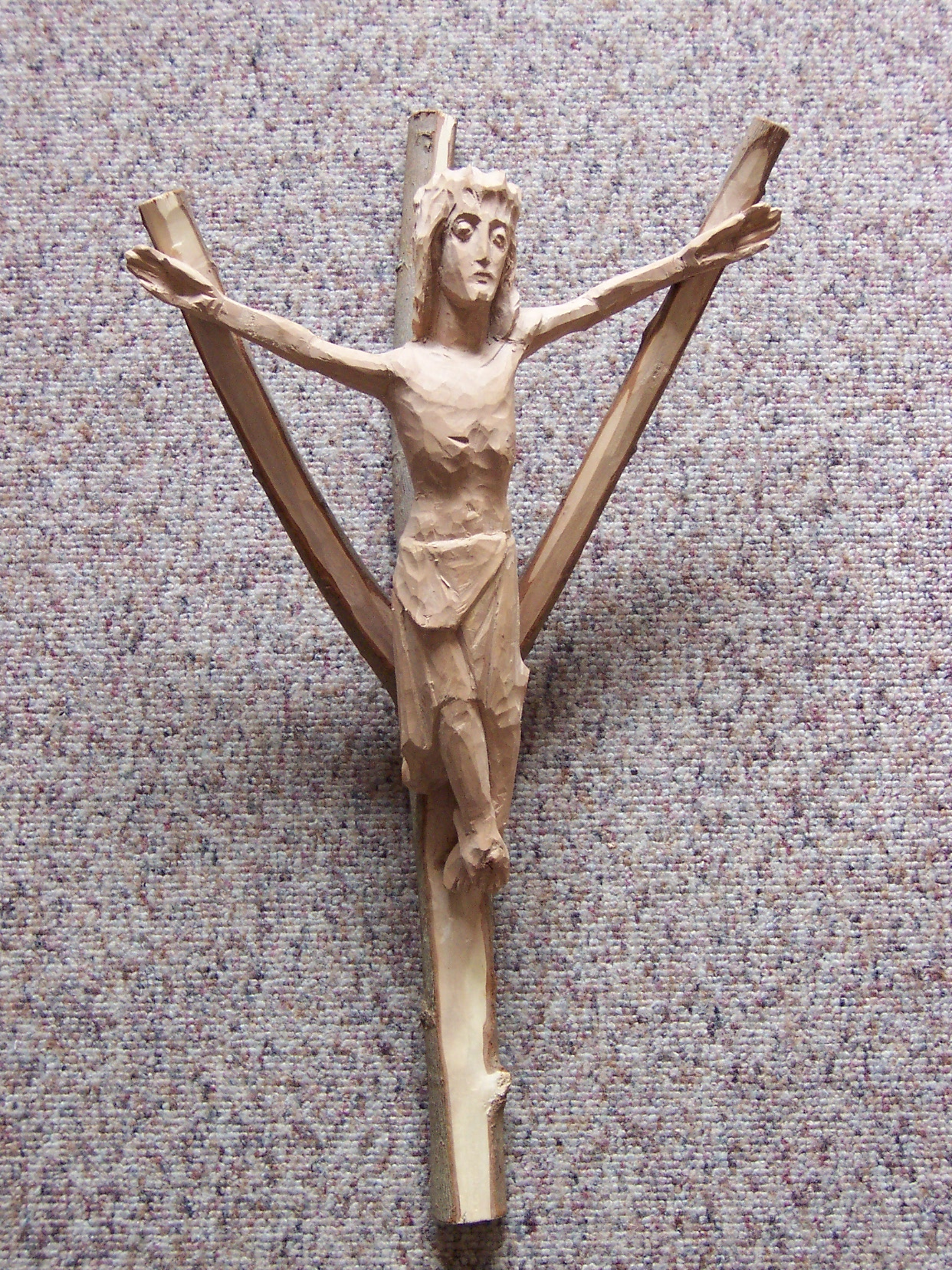
Christus am Kreuz aus zwei Astgabeln

## Ausstellungen
- 1947–1968: Beteiligung an Ausstellungen der Deutschen Gesellschaft für christliche Kunst in München[3]
- 1957–1973: verschiedene Ausstellungen im Bayerischen Wald, Grafenau/Freyung[2]
- 1962: Ausstellung in Regenstauf[2]
- 1963–1989: ständige Ausstellung in Heiligkreuztal[3]
- Ab 1973: Beteiligung an den jährlichen Ausstellungen des Berchtesgadener Künstlerbundes[2]
- März 1990: Ausstellung in Schramberg[9]

Postum
- 5. Mai bis 16. Juni 2013: Gedächtnisausstellung im Berchtesgadener Museum Schloss Adelsheim[10]

## Werke
- Kruzifix, auf der Archenkanzel in den Berchtesgadener Alpen[11]
- Guter Hirte, in der Evangelisch-Lutherischen Christuskirche Berchtesgaden[12]
- Christophorus (aus Gips), im Eingangsbereich der Mariahilfkirche München
- große Christusdarstellung aus einem Baumstamm, im Dom von Oradea (Rumänien)[13]
- Muttergottes mit Kind im Caritas-Seniorenheim St. Hedwig in Königsbrunn (bei Augsburg)